# Brunswick (Ohio)
Brunswick es una ciudad ubicada en el condado de Medina en el estado estadounidense de Ohio. En el Censo de 2010 tenía una población de 34.255 habitantes y una densidad poblacional de 1.021,07 personas por km². Su población estimada, a mediados de 2019, es de 34.880 habitantes. Forma parte de la región metropolitana de Cleveland. 

## Geografía
Brunswick se encuentra ubicada en las coordenadas 41°14′54″N 81°49′00″O / 41.24833, -81.81667. Según la Oficina del Censo de los Estados Unidos, Brunswick tiene una superficie total de 33,55 km², de la cual 33,45 km² corresponden a tierra firme y (0,29%) 0,1 km² es agua.

## Demografía
Según el censo de 2010, había 34.255 personas residiendo en Brunswick. La densidad de población era de 1.021,07 hab./km². De los 34.255 habitantes, Brunswick estaba compuesto por el 95,48% blancos, el 1,23% eran afroamericanos, el 0,15% eran amerindios, el 1,23% eran asiáticos, el 0,02% eran isleños del Pacífico, el 0,6% eran de otras razas y el 1,3% pertenecían a dos o más razas. Del total de la población el 2,31% eran hispanos o latinos de cualquier raza.